# مارتن شيريدان
مارتن شيريدان (Martin Sheridan) هو لاعب أولمبي لرياضة ألعاب القوى من الولايات المتحدة. شارك في الأولمبياد الصيفي في 1904–1908، وفاز بما مجموعه 4 ميداليات.

## الميداليات
| ذهب | فضة | برونز | المجموع |
| 3   | 0   | 1     | 4       |

## روابط خارجية
- مارتن شيريدان على موقع الاتحاد الأمريكي لسباقات المضمار والميدان، قاعة المشاهير (الإنجليزية)
- مارتن شيريدان على موقع اللجنة الأولمبية الدولية (الإنجليزية)
- مارتن شيريدان على موقع أوليمبيديا (الإنجليزية)